# Milan Eberle
Milan Eberle (* 30. září 1962) je bývalý český hokejista, útočník. Jeho synem je hokejista Jan Eberle.

## Hokejová kariéra
V lize hrál za TJ Poldi Kladno. S Kladnem získal v roce 1980 mistrovský titul. Během vojenské služby hrál za Duklu Trenčín. V zahraniční působil v Dánsku v týmu Frederikshavn IK, Reprezentoval Československo na Mistrovství Evropy juniorů v ledním hokeji 1980, kde získal s týmem stříbrnou medaili za 2. místo, na Mistrovství světa juniorů v ledním hokeji 1981, kde tým skončil na 4. místě a na Mistrovství světa juniorů v ledním hokeji 1982, kde tým skončil na 2. místě. V nejvyšší československé hokejové soutěži nastoupil ve 239 utkáních a dal 74 gólů.

## Klubové statistiky
| Sezona    | Klub               | Soutěž  | Základní část | Základní část | Základní část | Základní část | Základní část |
| Sezona    | Klub               | Soutěž  | Z             | G             | A             | B             | TM            |
| --------- | ------------------ | ------- | ------------- | ------------- | ------------- | ------------- | ------------- |
| 1979/1980 | Poldi SONP Kladno  | 1. liga | 5             | 0             | 1             | 1             | 2             |
| 1980/1981 | Poldi SONP Kladno  | 1. liga | 41            | 6             | 3             | 9             | 14            |
| 1981/1982 | ASVŠ Dukla Trenčín | 1. liga | 31            | 8             | 4             | 12            | -             |
| 1982/1983 | ASVŠ Dukla Trenčín | 2. liga | -             | 17            | -             | -             | -             |
| 1983/1984 | Poldi SONP Kladno  | 2. liga | 41            | 23            | 24            | 47            | 32            |
| 1984/1985 | Poldi SONP Kladno  | 2. liga | 43            | 35            | 21            | 56            | 61            |
| 1985/1986 | Poldi SONP Kladno  | 1. liga | 30            | 14            | 14            | 28            | 23            |
| 1986/1987 | Poldi SONP Kladno  | 2. liga | 27            | 20            | 13            | 33            | 24            |
| 1987/1988 | Poldi SONP Kladno  | 1. liga | 33            | 9             | 11            | 20            | 26            |
| 1988/1989 | Poldi SONP Kladno  | 1. liga | 27            | 17            | 10            | 27            | 14            |
| 1989/1990 | Poldi SONP Kladno  | 1. liga | 32            | 8             | 16            | 24            | 10            |
| 1990/1991 | Poldi SONP Kladno  | 1. liga | 40            | 12            | 23            | 35            | 32            |
| 1991/1992 | Frederikshavn IK   | ML      | 23            | 31            | 27            | 58            | 12            |
| 1992/1993 | Frederikshavn IK   | ML      | 28            | 38            | 52            | 90            | 11            |